# Kalguksu
Kalguksu is een Koreaans gerecht van handgemaakte, met een mes gesneden noedels. De noedels zijn gemaakt op basis van tarwe. Het geheel wordt als een soep geserveerd met naast de noedels nog diverse groenten. Kalguksu wordt traditioneel beschouwd als een gerecht dat met name in de zomer gegeten dient te worden.